# Сульфат магнію
Сульфа́т ма́гнію — сіль магнію і сульфатної кислоти з хімічною формулою MgSO4, широко використовується в медицині під назвою «магнезія». Іншими тривіальними назвами магній сульфату є «гірка сіль», «англійська сіль» та «епсомська сіль». Сульфат магнію є гігроскопічним білим порошком, добре розчинним у воді.

## Фізичні властивості
Безбарвні, ромбічні, діамагнітні кристали з густиною 2,66 г/см³, температура плавлення — 1185 °C. Розчиняється у воді, спирті і ефірі. Молярна електропровідність при безкінечному розведенні дорівнює 266 См·см²/моль (за 25 °C)

## Отримання
Є багато методів отримання сульфату магнію, насамперед з них виокремлюють взаємодію сульфатної кислоти з солями, оксидом і гідроксидом магнію.
З оксидом:
{\displaystyle \mathrm {MgO+H_{2}SO_{4}\ {\xrightarrow {\ }}\ MgSO_{4}+H_{2}O} }
З гідроксидом:
{\displaystyle \mathrm {Mg(OH)_{2}+H_{2}SO_{4}\ {\xrightarrow {\ }}\ MgSO_{4}+2\ H_{2}O} }
З солями:
{\displaystyle \mathrm {MgCO_{3}+H_{2}SO_{4}\ {\xrightarrow {\ }}\ MgSO_{4}+CO_{2}\uparrow +H_{2}O} }
{\displaystyle \mathrm {MgCl_{2}+H_{2}SO_{4}\ {\xrightarrow {\ }}\ MgSO_{4}+2HCl\uparrow } }
{\displaystyle \mathrm {Mg(NO3)_{2}+H_{2}SO_{4}\ {\xrightarrow {\ }}\ MgSO_{4}+2HNO_{3}} }
У промисловості отримують з морської води або з природних мінералів — карналіту і кізеріту.

## Застосування

### У сільському господарстві
У сільському господарстві сульфат магнію використовується для збільшення вмісту магнію або сірки в ґрунті. Він найчастіше застосовується до кімнатних рослин або до вимогливих до вмісту магнію в живильному субстраті культур, таких як картопля, помідори, морква, перець, лимон та троянди.

### У медицині
Магнію сульфат застосовується всередину (пероральним шляхом) у якості осмотичного проносного засобу. Випускається у пакетах або пластикових контейнерах. Пакет містить магнію сульфату гептагідрату 10 г або 25 г, контейнер — 25 г (код ATC А06A D04). Проносний ефект обумовлений зміною осмотичного тиску, затримкою всмоктування води з просвіту кишечнику, розрідженням і збільшенням об'єму кишкового вмісту, подразненням ентерорецепторів, що сприяє полегшенню акту дефекації. Також пероральне застосування магнію сульфату має жовчогінний та легкий сечогінний ефекти.
Магнію сульфат для парентерального застосування випускається у вигляді 25 % розчину для внутрішньом'язових або внутрішньовенних ін'єкцій у скляних ампулах по 5 або 10 мл (код ATC В05Х А05). При парентеральному введенні проявляє гіпотензивну, артеріолодилатуючу, антиаритмічну, седативну, протисудомну, діуретичну, спазмолітичну, токолітичну дію. Поповнює дефіцит магнію в організмі, є фізіологічним антагоністом кальцію та антидотом при отруєннях солями важких металів.

### У промисловості
Застосовується для обробки тканин, виробництва вогнетривких тканин і паперу, при дубленні шкіри, у якості протрави у фарбувальній промисловості.